# Reinli stavkyrka
Reinli stavkyrka är en stavkyrka i Sør-Aurdals kommun i Innlandet fylke, Norge.

## Kyrkobyggnaden
Stavkyrkan är en enskeppig salkyrka där långhus och kor har samma bredd. Byggnaden har öst-västlig orientering och täcks av ett sadeltak som är gemensamt för långhus och kor. På taket vilar en takryttare.
Kyrkan uppfördes vid slutet av 1200-talet eller början av 1300-talet. Vid en ombyggnad 1884-1885 blev interiören helt förändrad. Åren 1976-1977 renoverades kyrkan invändigt och utvändigt.
Elektrisk belysning och uppvärmning saknas.

## Inventarier
- Dopfunten av täljsten i romansk stil är från medeltiden.
- Altartavlan är ett helgonskåp från omkring år 1300.
- Predikstolen är från år 1700.
- Orgeln är från 1790 och fanns från början i Bagn kirke. 1879 kom den till Reinli.